# Hugo Helsten
Hugo Alexander Helsten (Frederikshavn, 1894. szeptember 15. – Esbjerg, 1978. május 25.) olimpiai bajnok dán tornász.
Az 1920. évi nyári olimpiai játékokon indult tornában és a szabadon választott gyakorlatok csapatversenyben aranyérmes lett.
Klubcsapata a Hermod volt.